# Atletism la Jocurile Olimpice de vară din 1992 - Săritura în înălțime (feminin)
Proba feminină de săritură în înălțime de la Jocurile Olimpice de vară din 1992 a avut loc în perioada 6-8 august 1992 pe Stadionul Olympic de Montjuïc.

## Recorduri
Înaintea acestei competiții, recordurile mondiale și olimpice erau următoarele:
| Record  | Atletă                   | Rezultat | Loc                 | Data               |
| ------- | ------------------------ | -------- | ------------------- | ------------------ |
| Mondial | Stefka Kostadinova (BUL) | 2,09 m   | Roma, Italia        | 30 august 1987     |
| Olimpic | Louise Ritter (SUA)      | 2,03 m   | Seul, Coreea de Sud | 30 septembrie 1988 |

## Rezultate

### Calificări
S-a calificat în finală orice atletă care a sărit înălțimea de 1,92 m.

#### Grupa A
| Loc | Atletă              | Țară                       | 1,60 m            | 1,65 m            | 1,70 m            | 1,75 m            | 1,79 m            | 1,83 m            | 1,86 m            | 1,88 m            | 1,90 m            | 1,92 m            | Înălțime          |
| --- | ------------------- | -------------------------- | ----------------- | ----------------- | ----------------- | ----------------- | ----------------- | ----------------- | ----------------- | ----------------- | ----------------- | ----------------- | ----------------- |
| 1   | Stefka Kostadinova  | Bulgaria                   | –                 | –                 | –                 | –                 | –                 | o                 | o                 | –                 | o                 | o                 | 1,92 m            |
| 2   | Galina Astafei      | România                    | –                 | –                 | –                 | –                 | xo                | o                 | o                 | o                 | o                 | o                 | 1,92 m            |
| 3   | Birgit Kähler       | Germania                   | –                 | –                 | –                 | o                 | o                 | xo                | o                 | xo                | o                 | o                 | 1,92 m            |
| 4   | Alison Inverarity   | Australia                  | –                 | –                 | –                 | –                 | –                 | –                 | xo                | xo                | xo                | o                 | 1,92 m            |
| 5   | Silvia Costa        | Cuba                       | –                 | –                 | –                 | –                 | o                 | –                 | o                 | –                 | o                 | xo                | 1,92 m            |
| 6   | Donata Jancewicz    | Polonia                    | –                 | –                 | –                 | o                 | –                 | xo                | o                 | o                 | o                 | xo                | 1,92 m            |
| 7   | Tanya Hughes        | Statele Unite ale Americii | –                 | –                 | –                 | –                 | o                 | o                 | xo                | o                 | xxo               | xo                | 1,92 m            |
| 8   | Britta Bilač        | Slovenia                   | –                 | –                 | –                 | o                 | o                 | o                 | o                 | xxo               | o                 | xxo               | 1,92 m            |
| 9   | Sandrine Fricot     | Franța                     | –                 | –                 | –                 | –                 | o                 | o                 | o                 | o                 | xxo               | xxx               | 1,90 m            |
| 10  | Katarzyna Majchrzak | Polonia                    | –                 | –                 | –                 | o                 | –                 | o                 | o                 | o                 | xxx               |                   | 1,88 m            |
| 11  | Liudmila Andonova   | Bulgaria                   | –                 | –                 | –                 | –                 | o                 | o                 | o                 | xxo               | xxx               |                   | 1,88 m            |
| 11  | Šárka Kašpárková    | Cehoslovacia               | –                 | –                 | –                 | o                 | o                 | o                 | o                 | xxo               | xxx               |                   | 1,88 m            |
| 13  | Marion Goldkamp     | Germania                   | –                 | –                 | –                 | –                 | o                 | o                 | o                 | xxx               |                   |                   | 1,86 m            |
| 14  | Joanne Jennings     | Marea Britanie             | –                 | –                 | o                 | o                 | o                 | xxo               | xo                | xxx               |                   |                   | 1,86 m            |
| 15  | Sieglinde Cadusch   | Elveția                    | –                 | –                 | xo                | o                 | o                 | o                 | xxo               | xxx               |                   |                   | 1,86 m            |
| 16  | Olga Bolșova        | Echipa Unificată           | –                 | –                 | –                 | –                 | xo                | o                 | xxx               |                   |                   |                   | 1,83 m            |
| 17  | Nikoletta Gavera    | Grecia                     | –                 | –                 | xo                | o                 | xo                | o                 | xxx               |                   |                   |                   | 1,83 m            |
| 18  | Lucienne N’Da       | Coasta de Fildeș           | –                 | –                 | o                 | o                 | o                 | xxx               |                   |                   |                   |                   | 1,79 m            |
| 19  | Najuma Fletcher     | Guyana                     | –                 | xo                | o                 | o                 | xxo               | xxx               |                   |                   |                   |                   | 1,79 m            |
| 20  | Charmaine Weavers   | Africa de Sud              | o                 | o                 | o                 | o                 | xxx               |                   |                   |                   |                   |                   | 1,75 m            |
| –   | Sriyani Kulawansa   | Sri Lanka                  | Nu a luat startul | Nu a luat startul | Nu a luat startul | Nu a luat startul | Nu a luat startul | Nu a luat startul | Nu a luat startul | Nu a luat startul | Nu a luat startul | Nu a luat startul | Nu a luat startul |

#### Grupa B
| Loc | Atletă               | Țară                       | 1,60 m | 1,65 m | 1,70 m | 1,75 m | 1,79 m | 1,83 m | 1,86 m | 1,88 m | 1,90 m | 1,92 m | Înălțime |
| --- | -------------------- | -------------------------- | ------ | ------ | ------ | ------ | ------ | ------ | ------ | ------ | ------ | ------ | -------- |
| 1   | Heike Henkel         | Germania                   | –      | –      | –      | –      | –      | –      | o      | –      | –      | o      | 1,92 m   |
| 1   | Deborah Marti        | Marea Britanie             | –      | –      | –      | o      | o      | o      | o      | o      | o      | o      | 1,92 m   |
| 3   | Ioamnet Quintero     | Cuba                       | –      | –      | –      | –      | o      | –      | o      | –      | xo     | o      | 1,92 m   |
| 4   | Valentīna Gotovska   | Letonia                    | –      | –      | –      | o      | o      | o      | o      | o      | xxo    | o      | 1,92 m   |
| 5   | Olga Turceak         | Echipa Unificată           | –      | –      | –      | o      | o      | o      | o      | xo     | xxo    | o      | 1,92 m   |
| 6   | Tatjana Șevcik       | Echipa Unificată           | –      | –      | –      | –      | o      | –      | o      | o      | o      | xo     | 1,92 m   |
| 7   | Sigrid Kirchmann     | Austria                    | –      | –      | –      | –      | o      | o      | xo     | xxo    | xo     | xxo    | 1,92 m   |
| 8   | Megumi Sato          | Japonia                    | –      | –      | –      | o      | o      | o      | xxo    | xxo    | xxo    | xxo    | 1,92 m   |
| 9   | Beata Hołub          | Polonia                    | –      | –      | –      | –      | o      | o      | o      | –      | o      | xxx    | 1,90 m   |
| 9   | Judit Kovács         | Ungaria                    | –      | –      | –      | o      | o      | o      | o      | o      | o      | xxx    | 1,90 m   |
| 11  | Sue Ellen Rembao     | Statele Unite ale Americii | –      | –      | –      | –      | o      | o      | xo     | o      | o      | xxx    | 1,90 m   |
| 12  | Nelė Savickytė       | Lituania                   | –      | –      | –      | o      | o      | xo     | o      | xxo    | o      | xxx    | 1,90 m   |
| 14  | Antonella Bevilacqua | Italia                     | –      | –      | o      | o      | o      | o      | xo     | xxo    | xxo    | xxx    | 1,90 m   |
| 14  | Niki Bakogianni      | Grecia                     | –      | –      | –      | o      | o      | o      | o      | xo     | xxx    |        | 1,88 m   |
| 15  | Amber Welty          | Statele Unite ale Americii | –      | –      | –      | o      | o      | o      | xo     | xxo    | xxx    |        | 1,88 m   |
| 16  | Oana Mușunoi         | România                    | –      | –      | –      | –      | xo     | o      | o      | xxx    |        |        | 1,86 m   |
| 17  | Svetlana Lesseva     | Bulgaria                   | –      | –      | –      | –      | o      | xo     | xxx    |        |        |        | 1,83 m   |
| 17  | Šárka Nováková       | Cehoslovacia               | –      | –      | o      | o      | o      | xo     | xxx    |        |        |        | 1,83 m   |
| 19  | Cristina Fink        | Mexic                      | –      | –      | –      | o      | o      | xxo    | xxx    |        |        |        | 1,83 m   |
| 20  | Jaruwan Jenjudkarn   | Thailanda                  | –      | –      | xo     | xxo    | xxx    |        |        |        |        |        | 1,75 m   |
| 21  | Margarida Moreno     | Andorra                    | –      | o      | o      | xxx    |        |        |        |        |        |        | 1,70 m   |

### Finala
| Loc | Atletă             | Țară                       | 1,78 m | 1,83 m | 1,88 m | 1,91 m | 1,94 m | 1,97 m | 2,00 m | 2,02 m | 2,06 m | Înălțime |
| --- | ------------------ | -------------------------- | ------ | ------ | ------ | ------ | ------ | ------ | ------ | ------ | ------ | -------- |
| 1   | Heike Henkel       | Germania                   | –      | –      | –      | o      | –      | xxo    | o      | o      | xxx    | 2,02 m   |
| 2   | Galina Astafei     | România                    | o      | o      | o      | o      | o      | o      | o      | xxx    |        | 2,00 m   |
| 3   | Ioamnet Quintero   | Cuba                       | o      | –      | o      | o      | xo     | xo     | xx–    | x      |        | 1,97 m   |
| 4   | Stefka Kostadinova | Bulgaria                   | –      | –      | o      | o      | o      | xxx    |        |        |        | 1,94 m   |
| 5   | Sigrid Kirchmann   | Austria                    | –      | o      | o      | xo     | o      | xxx    |        |        |        | 1,94 m   |
| 6   | Silvia Costa       | Cuba                       | –      | o      | o      | xo     | xxo    | xxx    |        |        |        | 1,94 m   |
| 7   | Megumi Sato        | Japonia                    | o      | o      | xo     | o      | xxx    |        |        |        |        | 1,91 m   |
| 8   | Alison Inverarity  | Australia                  | –      | o      | xxo    | o      | xxx    |        |        |        |        | 1,91 m   |
| 9   | Deborah Marti      | Marea Britanie             | o      | o      | o      | xxo    | xxx    |        |        |        |        | 1,91 m   |
| 10  | Donata Jancewicz   | Polonia                    | –      | o      | o      | xxx    |        |        |        |        |        | 1,88 m   |
| 11  | Tanya Hughes       | Statele Unite ale Americii | o      | o      | xo     | xxx    |        |        |        |        |        | 1,88 m   |
| 11  | Birgit Kähler      | Germania                   | o      | o      | xo     | xxx    |        |        |        |        |        | 1,88 m   |
| 13  | Valentīna Gotovska | Letonia                    | o      | o      | xo     | xxx    |        |        |        |        |        | 1,88 m   |
| 13  | Olga Turceak       | Echipa Unificată           | o      | o      | xo     | xxx    |        |        |        |        |        | 1,88 m   |
| 15  | Britta Bilač       | Slovenia                   | xo     | o      | xxx    |        |        |        |        |        |        | 1,83 m   |
| 15  | Tatjana Șevcik     | Echipa Unificată           | –      | xo     | xxx    |        |        |        |        |        |        | 1,83 m   |